# いい感じ
「いい感じ」（いいかんじ、英題：Goody）は、松室政哉の3作目のデジタルシングル。

## 解説
- 2ndデジタルシングル「大人の階段 駆けおりない?」から約2ヶ月ぶりのリリース。
- ジャケットのアートワークは、写真家の酒井貴弘が担当。

## 収録曲
1. いい感じ
  - 作詞：金木和也／作曲：松室政哉／編曲：Shin Sakiura